# Beat Furrer
Beat Furrer (nacido el 6 de diciembre de 1954) es un compositor suizo.
Nacido en Schaffhausen, Suiza, Furrer se trasladó en 1975 a Viena para estudiar composición con Roman Haubenstock-Ramati y dirección con Otmar Suitner. En 1985 fue uno de los fundadores del ensemble especializado en música contemporánea Klangforum Wien, en el cual todavía ejerce de director. Desde 1991, ha sido profesor de composición en la Universidad de Música y Artes Dramáticas de Graz.
- Datos: Q568534
- Multimedia: Beat Furrer / Q568534